# Roxane Knetemann
Roxane Knetemann (Alkmaar, Holanda del Nord, 1 d'abril de 1987) és una ciclista neerlandesa professional des del 2006 i actualment a l'equip FDJ Nouvelle Aquitaine Futuroscope. Ha obtingut diverses medalles als Campionats del Món en Contrarellotge per equips. També competeix en el ciclisme en pista on ha obtingut alguns campionats nacionals.
És filla dels també ciclistes Gerrie Knetemann i Gre Donker.

## Palmarès en pista
- 2009
  -  Campiona dels Països Baixos en Puntuació
- 2010
  -  Campiona dels Països Baixos en Madison (amb Amy Pieters)
- 2012
  -  Campiona dels Països Baixos en Madison (amb Marianne Vos)
  -  Campiona dels Països Baixos en Puntuació